# Alapi Gyula (levéltáros)

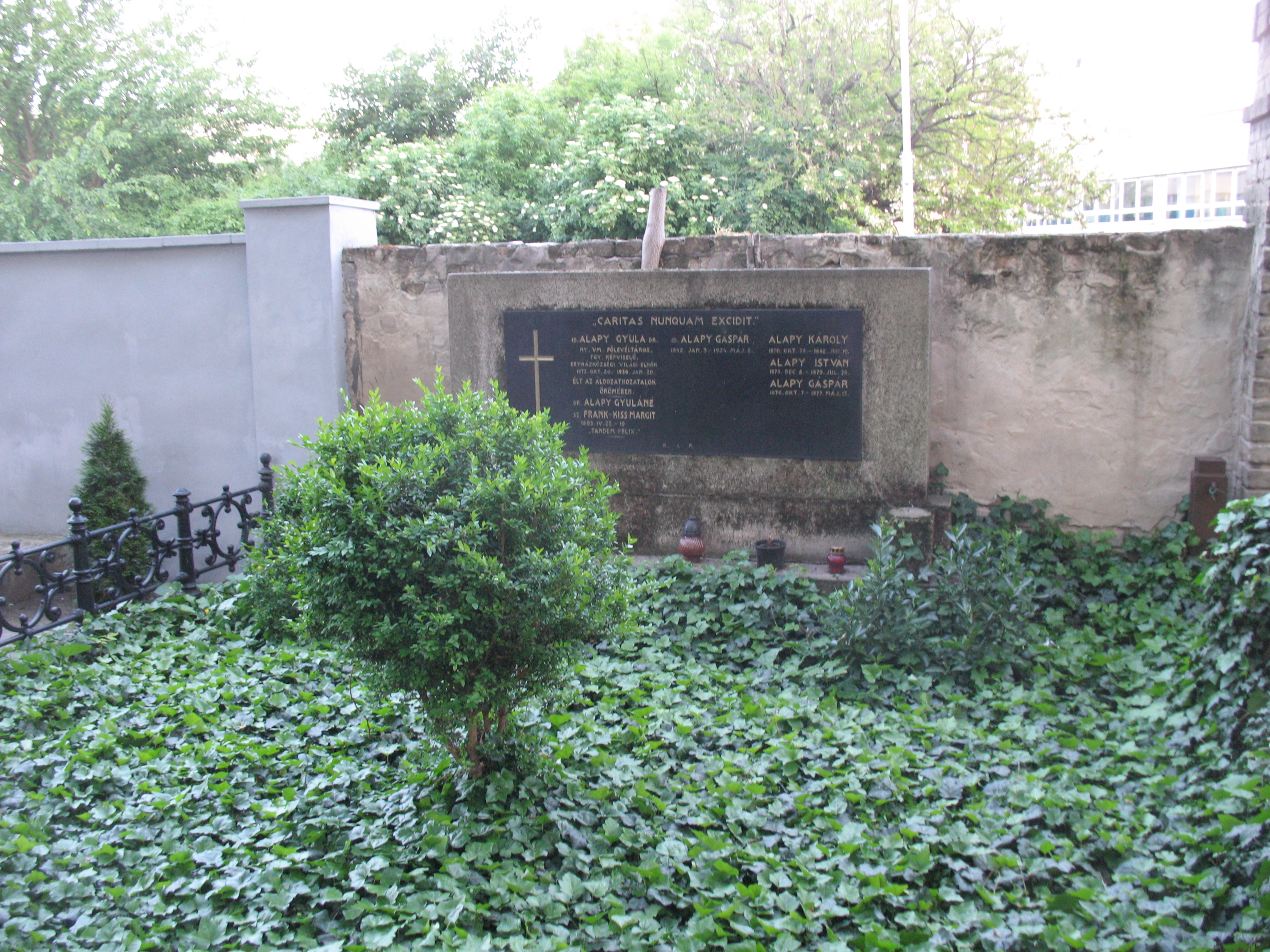
Sírja Komáromban

Alapi Gyula (vagy Alapy) írói álnevein: Aliquis, li-la  (Komárom, 1872. október 20. – Komárom, 1936. január 20.) magyar újságíró, levéltáros, múzeumigazgató, csehszlovákiai magyar politikus. Fia, ifjabb Alapi Gyula a Rákosi-rendszer egyik hírhedt népügyésze volt.

## Életrajza
Alapy Gáspár római katolikus csizmadiamester és Vilhám Julianna református fia. 1911-től felesége Frankkis Margit Rozália.
Gimnáziumi tanulmányait szülővárosában kezdte, majd Esztergomban folytatta a főgimnáziumban. 1892-ben fejezte be jogi tanulmányait Budapesten. Ugyanezen évben a Földművelésügyi Minisztérium alkalmazásába került. 1898-ban Komárom város, majd a megye számvevője lett. 1903-1923 között vármegyei levéltáros volt, majd nyugdíjba vonult. 1903-tól a komáromi Muzeum Egyesület történelmi osztályának őre, 1904-től 1911-ig titkára, majd a Jókai Egyesület létrehozásának fő szorgalmazója. 1910-ben doktorált a budapesti bölcsészkaron, illetve Kolozsváron régészeti tanfolyamon vett részt. A Jókai Egyesületnek 1912-től 1931-ig főtitkára, illetve múzeumának és könyvtárának 1913-tól haláláig igazgatója. Nevéhez fűződik a Kultúrpalotában létrehozott első állandó kiállítás (1914), majd a gyűjtemény átrendezése (1921). A Jókai-centenárium alkalmával időszaki kiállítást is rendeztek (1925). A múzeumi munkássága mellett széles körű szépirodalmi, tudományos és politikai tevékenységet fejtett ki. Emiatt a komáromi múzeum "minősége" idővel elmaradt a kor színvonala mögött. 1928-ban a szlovákiai tartománygyűlés képviselője lett.
1901-1912 között a Komáromi Újságot szerkesztette. 1900-ban Beöthy Zsolttal bekerült a komáromi Muzeum Egyesület igazgatói választmányába. 1904-1909 között az egyesület évkönyveinek szerkesztője. 1926-ban a Csehszlovákiai Magyar Újságírók Szindikátusának rendes tagja lett.
1909-1935 között régészeti ásatásokat folytatott Alsógelléren, Hetényen, Komáromban, Megyercsen és Szímőn.
Levéltárosként jelentős genealógiai és heraldikai munkásságot fejtett ki. Többekkel megírta Magyarország címereskönyvét, melynek csak az első kötete jelent meg, Gróf Andrássy Gyula előszavával, több ezer színes címerrajzzal.

## Emlékezete

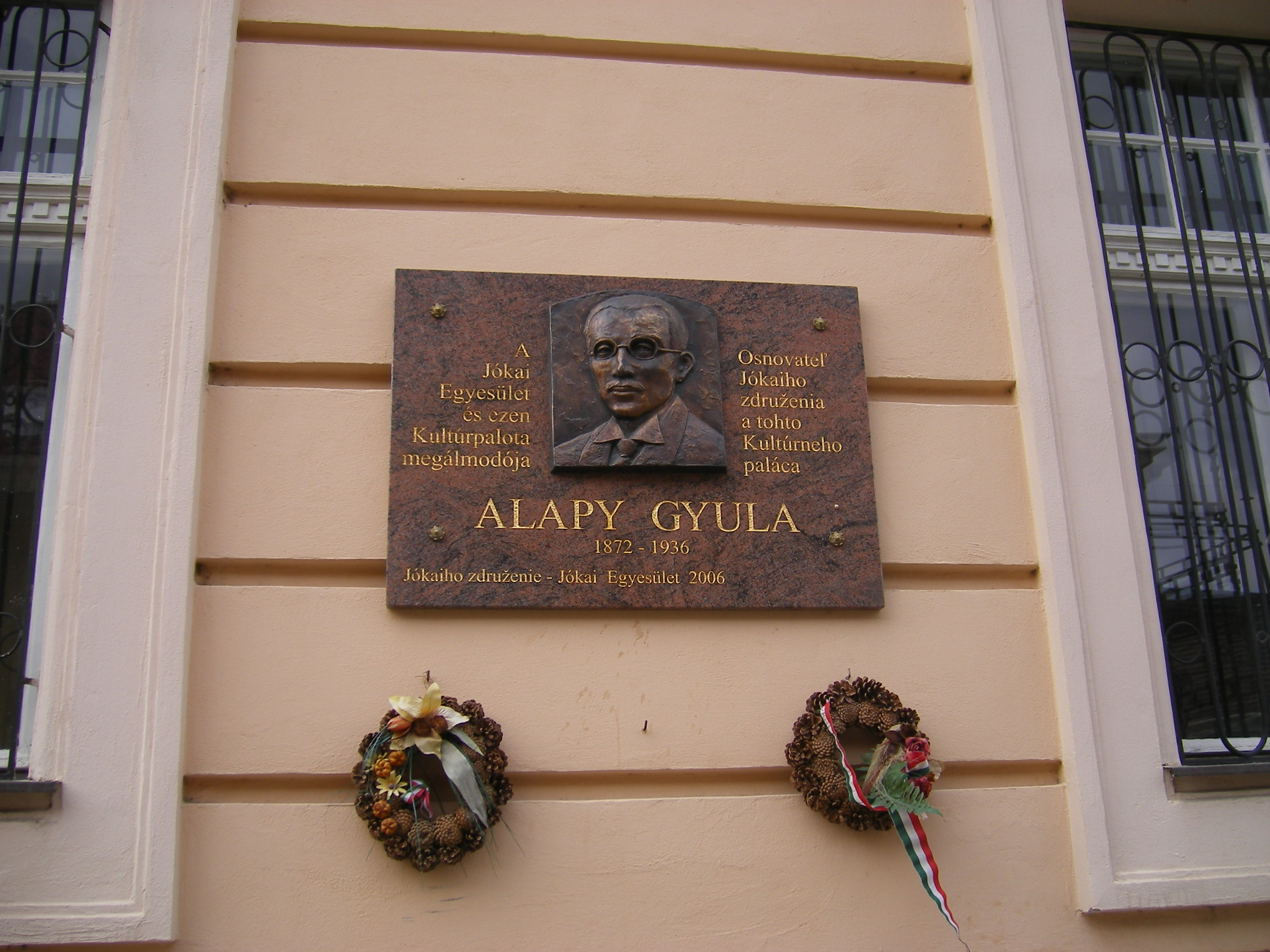
Emléktáblája a komáromi Duna Menti Múzeum falán (Alapy formában)

- Emléktáblája a komáromi kultúrpalota falán található
- Festett arcképe a Duna Menti Múzeum gyűjteményében található
- A Duna Menti Múzeum egyik előadóterme viseli a nevét
- Rév-Komáromban utca viseli a nevét

## Művei
- 1895 Költemények. Budapest
- 1897 Államszámviteltan. Budapest.

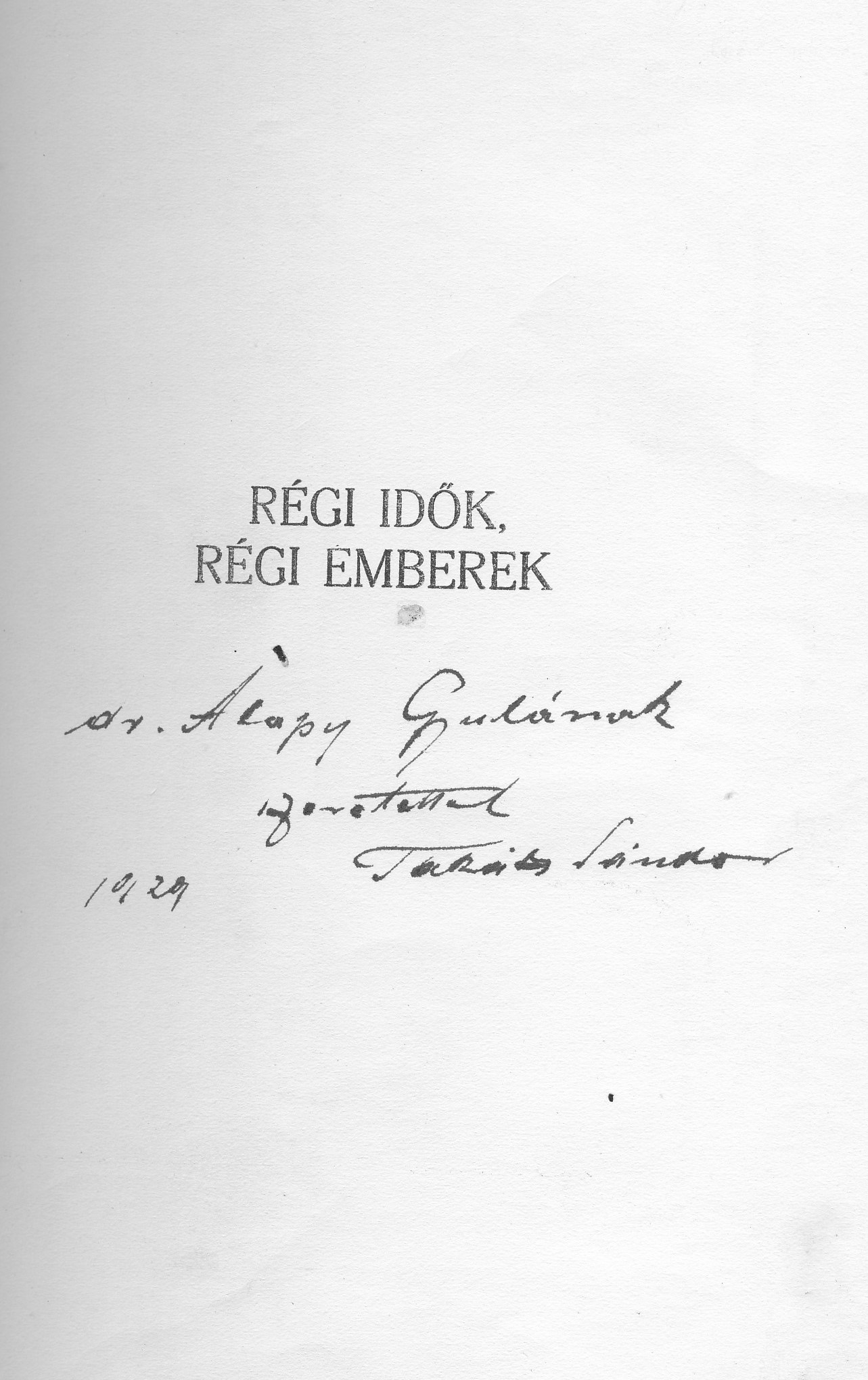
Takáts Sándor neki dedikált műve 1929-ben

- 1897 Asszonyok.(elbeszélések) Budapest
- 1901 Huszonöt év a komáromi iparos ifjúság közmivelődési egyesületének történetéből. Komárom.
- 1906-1908 A Komáromvármegyei Könyvtár címjegyzéke. Komárom.
- 1907 A Komárommegyei Muzeum Egyesület könyvtárának címjegyzéke. Komárom.
- 1907 Gyulai Rudolf élete és működése. Komárom.
- 1908 Komáromvármegye és város írói. Budapest.
- 1909 A komáromi népkönyvtár címjegyzéke. Komárom.
- 1910 Komárom vármegye és az utolsó nemesi felkelés. Komárom.
- 1911 Komáromvármegye nemes családai. Komárom.
- 1911 Kultsár István 1760-1928. Komárom.
- 1912 A hetényi bronzkés, Arch. Ért. 32, 380.
- 1913 (tsz.) Magyarország címereskönyve. A-C, Budapest. Online
- 1913 A komáromi muzeum újabb római feliratos kövei, Jókai Egyesület Értesítője I/1-2, 46-49.
- 1913 A környei római sírlelet, Muzeumi és Könyvtári Értesítő VII/1, 36-40.
- 1914 Bűbájosok és boszorkányok Komáromvármegyében. Komárom.
- 1914 A komáromi kulturház, MK Ért. VIII/1, 1-15.
- 1914 Az Aranyosi Aranyossy család. Komárom.
- 1914 A Szlováni Beöthyek. Komárom.
- 1914-1915 Brigetio. Jókai Egyesület Értesítője II/1, 1-18; II/2-3, 65-71; II/4, 121-127; III/1-2, 1-9; III/3-4, 60-64.
- 1915 A szőnyi hamis csontrégiségek, MK Ért. IX/1, 29-40.
- 1915 A Nagyszeghi Sárkány család. Levéltárosok Lapja 1915/3-4, 29-36.
- 1917 Komáromvármegye levéltárának középkori oklevelei. Komárom.
- 1923 A Komárom-Vidéki Takarékpénztár ötvenéves története. Komárom.
- 1924 Az illetőség jogvitája. Komárom.
- 1925 Jókai és a Felvidék.
- 1925 Jókai és szülőföldje.
- 1925 A szülőföld Jókai regényeiben. Komárom.
- 1926 A Jókai Egyesület tizenöt éve. Komárom.
- 1927 Komárom város nyilvános közkönyvtárának címjegyzéke. Komárom.
- 1928 Kultsár István és könyvtára. Komárom.
- 1928 Magyar dicsőség.(történelmi elbeszélések) Komárom
- 1933 A csallóközi halászat története.
- 1933 Lovasnomád sírok a Vágduna alsócsallóközi jobbpartján. Nemzeti Kultúra I, 33-43.
- 1934 A morva-cseh és magyar érintkezés a magyar középkor végéig. Nemzeti Kultúra II/1, 8-22.
- 1935 A kamocsai cölöpépitmények. Nemzeti Kultura III/1-2, 55-59.
- A csallóközi halászat története; sajtó alá rend., szerk., név- és tárgymutató Koncsol László, előszó Timaffy László; Kalligram, Pozsony, 1994 (Csallóközi kiskönyvtár)
- Alapi Gyula: Komárom vármegye kultúrtörténetéből; vál., sajtó alá rend. Hídvégi Violetta; Komárom-Esztergom Megyei Önkormányzat–Kernstok Károly Művészeti Alapítvány, Tatabánya, 2000 (Castrum könyvek)

### Kéziratai
- Bűbájosok és boszorkányok Komárom vármegyében a XVIII. században[halott link]
- Hagyatéka a Tatai Múzeumban